# III Rzesza
III Rzesza (niem. Drittes Reich) – nieoficjalna nazwa państwa niemieckiego pod rządami Adolfa Hitlera i Narodowosocjalistycznej Niemieckiej Partii Robotników (NSDAP) w latach 1933–1945. Oficjalnie państwo nosiło nazwę Rzesza Niemiecka (Deutsches Reich), od 1938 (po Anschlussie Austrii) używano także nazwy Rzesza Wielkoniemiecka (Großdeutsches Reich), a przez Hitlera i propagandę narodowosocjalistyczną państwo często określane było jako Rzesza Tysiącletnia (Tausendjähriges Reich). W III Rzeszy partia nazistowska sprawowała totalitarną kontrolę nad niemal wszystkimi aspektami życia obywateli. Reżim nazistowski dobiegł końca po zwycięstwie wojsk alianckich nad III Rzeszą w maju 1945 roku, co zakończyło II wojnę światową w Europie.

## Historia
W roku 1932 NSDAP odniosła sukces w wyborach parlamentarnych i stała się największą partią Reichstagu. W tym samym roku Hitler przegrał wprawdzie z Paulem von Hindenburgiem drugą turę wyborów prezydenckich, jednak wkrótce, 30 stycznia 1933, mianowany został przez niego na kanclerza Niemiec. Po śmierci Hindenburga 2 sierpnia 1934 roku Hitler, zastraszając przeciwników politycznych i opozycję, doprowadził do uchwalenia przez Reichstag ustawy, która przekazała mu pełnię władzy. W wyniku ogólnokrajowego referendum, przeprowadzonego 19 sierpnia 1934 roku, Hitler nazwany został Führerem (wodzem) Niemiec. Cała władza scentralizowana została w osobie Hitlera, a jego słowa miały wyższość nad wszelkim prawem. Rząd nie był skoordynowanym, współpracującym organem władzy, lecz zbiorem różnych frakcji, walczących o władzę i uznanie Hitlera. Podczas wielkiego kryzysu nazistom udało się przywrócić stabilność gospodarczą i położyć kres masowemu bezrobociu dzięki dużym wydatkom wojskowym i gospodarce mieszanej. Na szeroką skalę prowadzono prace publiczne, m.in. budowę Reichsautobahnen (autostrad). Ustabilizowanie gospodarcze państwa zwiększyło popularność reżimu.
Rasizm, szczególnie antysemityzm, antycyganizm i antyslawizm, był główną cechą reżimu niemieckiego. Lud germański (rasa nordycka) był uważany przez nazistów za najczystszą gałąź rasy aryjskiej, przez co traktowano go jako rasę panów. Miliony Żydów i innych narodowości uznanych przez państwo za niepożądane, zostało zamordowanych w czasie Holocaustu. Każdy sprzeciw wobec rządów Hitlera bezwzględnie tłumiono. Członków liberalnej, socjalistycznej i komunistycznej opozycji zabijano, więziono lub skazywano na wygnanie. Gnębiono także kościoły chrześcijańskie, a wielu ich przywódców więziono. Edukacja skupiała się na biologii rasowej, polityce demograficznej i wykształcaniu sprawności fizycznej koniecznej do późniejszej służby wojskowej. Ograniczano możliwości edukacji i kariery kobiet. Organizacją rekreacji i turystyki zajmowała się specjalna organizacja, Kraft durch Freude („siła przez radość”). W 1936 roku w III Rzeszy zorganizowano Letnie Igrzyska Olimpijskie. W III Rzeszy istniał urząd ministra propagandy, który sprawował Joseph Goebbels. Wykorzystywał on filmy, masowe wiece i hipnotyzujące oratorstwo Hitlera do kontrolowania opinii publicznej. Rząd sprawował kontrolę nad kulturą i sztuką, promowano określone formy artystyczne i zakazywano lub zniechęcano do rozwijania innych.
Na początku lat 30. III Rzesza zaczęła składać coraz bardziej agresywne żądania terytorialne, grożąc wojną w wypadku ich niespełnienia. W 1938 i 1939 roku Rzesza zajęła terytoria Austrii i Czechosłowacji. W sierpniu 1939 roku Hitler podpisał pakt z Józefem Stalinem, w wyniku postanowień którego we wrześniu tego samego roku zaatakowano Polskę, rozpoczynając w Europie II wojnę światową. Wspólnie z Włochami i mniejszymi państwami Osi, Niemcy podbiły znaczną część Europy i zagroziły Wielkiej Brytanii. Kontrolę nad podbitymi obszarami przejęły Reichskommissariaty, a w pozostałej w Polsce infrastrukturze powstała niemiecka administracja. Żydzi i inne narody postrzegane przez Niemców jako niepożądane zostały uwięzione, zamordowane w obozach koncentracyjnych i obozach zagłady lub rozstrzelane.
Po ataku Niemiec na ZSRR w 1941 roku, wojna powoli obróciła się przeciwko nazistom, którzy ponieśli poważne porażki wojskowe w 1943 roku. W kolejnym roku nasiliły się wielkoobszarowe bombardowania Niemiec, a siły państw Osi zostały odsunięte do południowo-wschodniej Europy. Po inwazji aliantów na Francję, Niemcy zostały podbite przez ZSRR od wschodu oraz przez inne państwa alianckie od zachodu i skapitulowały w przeciągu roku. Odmowa Hitlera przyznania się do poniesionej porażki doprowadziła do masowych zniszczeń niemieckiej infrastruktury i dodatkowych zgonów w ostatnich miesiącach wojny. Zwycięscy alianci zainicjowali w Niemczech politykę denazyfikacji, a wielu ocalałych po wojnie przywódców nazistowskich za zbrodnie wojenne postawiono pod sąd w procesach norymberskich.

## Nazwa
Państwo Niemcy przyjmowało nazwę Rzesza w poprzednich wiekach swojego istnienia. Jako I Rzesza istniało Święte Cesarstwo Rzymskie (niem. Heiliges Römisches Reich) w latach 962–1806, zaś następnie jako II Rzesza istniało Cesarstwo Niemieckie (niem. Deutsches Kaiserreich) w latach 1871–1918. Po I wojnie światowej została powołana do życia Republika Weimarska (1918–1933). Niemieckie słowo „Reich” oznacza w zasadzie „imperium”, jest używane także w stosunku do innych dużych monarchii jak Cesarstwo Rzymskie czy Japonia. Pojęcie „Republika Weimarska” jest terminem historycznym, a nie urzędową nazwą państwa. Urzędowa nazwa niemieckiego państwa w latach 1919–1938 brzmiała „Deutsches Reich” (pol. „Rzesza Niemiecka”). Ustrój Niemiec w czasie dyktatury Hitlera oficjalnie nazywano „republiką o ustroju wodzowskim”, ponieważ parlament (Reichstag) formalnie istniał.
Formalnie państwo niemieckie przyjęło nazwę III Rzeszy 15 marca 1933 (proklamacja w Poczdamie), niemniej nazwy tej używa się często do określenia Niemiec od objęcia przez Adolfa Hitlera funkcji kanclerza (30 stycznia 1933 – tzw. Machtergreifung) do podpisania kapitulacji III Rzeszy (8 maja 1945). Po raz pierwszy nazwa ta pojawiła się w 1923 roku w książce Arthura Moellera van den Brucka pod takim samym tytułem. Wyrażała ona ideę obalenia republiki weimarskiej oraz wskrzeszenia zjednoczonej monarchii niemieckiej (I Rzeszą było Święte Cesarstwo Rzymskie, a II Rzeszą – Cesarstwo Niemieckie istniejące w latach 1871–1918). Od marca 1938, po aneksji Austrii (Anschluss), obszar Niemiec i przyłączone tereny austriackie nazywano mianem Rzesza Wielkoniemiecka (Großdeutsches Reich) bądź Wielkie Niemcy (Großdeutschland). Później, po kolejnych podbojach terytorialnych dokonanych przez Hitlera, określano tak teren obejmujący przedwojenne Niemcy (w granicach z 1937 roku), Austrię, Kraj Sudetów, Protektorat Czech i Moraw, Luksemburg oraz tereny większości Polski (terytorium Rzeczypospolitej Polskiej anektowane przez III Rzeszę i Generalne Gubernatorstwo), części Jugosławii (północna Słowenia), Belgii (Eupen i Malmedy) i Francji (Alzacja i Lotaryngia) włączone w czasie II wojny światowej w granice Rzeszy Niemieckiej. Po agresji niemieckiej na ZSRR do Wielkich Niemiec włączono też okolice Białegostoku i Grodna oraz Galicję Wschodnią, która weszła w skład GG (dystrykt Galicja).
Termin III Rzesza, a także Tysiącletnia Rzesza był szeroko wykorzystywany przez propagandę narodowosocjalistyczną.

## Ideologia
Pierwotnie założenia państwa III Rzeszy powstały na bazie ideologii Adolfa Hitlera i programu partii NSDAP (25-punktowy program ogłoszony 24 lutego 1920), jak również tez zawartych w książce Hitlera „Mein Kampf”. Stały one w sprzeczności do Republiki Weimarskiej oraz zmierzały do zmiany sytuacji Niemiec powstałej w wyniku postanowień Traktatu wersalskiego z 1919 oraz do zniesienia Konstytucji weimarskiej. W kwestiach społeczno-narodowych ideologia narodowosocjalistyczna propagowała Volkizm oraz Blut und Boden.

## Struktura państwowa III Rzeszy

### Kancelaria Rzeszy
- Adolf Hitler – Wódz i Kanclerz Rzeszy (Der Führer und Reichskanzler)
- Rudolf Heß – zastępca Führera
- Otto Meissner – sekretarz stanu i szef Kancelarii Prezydenckiej Rzeszy
- Hans Lammers – szef Kancelarii Rzeszy

### Rząd III Rzeszy
- Konstantin von Neurath / Joachim von Ribbentrop – minister spraw zagranicznych Rzeszy
- Hjalmar Schacht – prezydent Reichsbanku i minister gospodarki Rzeszy
- Erich Raeder – naczelny dowódca marynarki wojennej
- Lutz Schwerin von Krosigk – minister finansów Rzeszy (kanclerz 1945)
- Walther Funk – szef prasy Rzeszy
- Franz Seldte – minister pracy Rzeszy
- Franz Gürtner – minister sprawiedliwości Rzeszy
- Werner von Blomberg – minister wojny Rzeszy i naczelny dowódca sił zbrojnych
- Wilhelm Ohnesorge – minister poczty Rzeszy
- Julius Dorpmüller – minister komunikacji Rzeszy
- Hermann Göring – minister-premier Prus, minister lotnictwa Rzeszy i naczelny dowódca sił powietrznych
- Joseph Goebbels – minister propagandy Rzeszy
- Richard Walther Darré – minister rolnictwa Rzeszy
- Bernhard Rust – minister Rzeszy do spraw nauki i szkolnictwa
- Hanns Kerrl – minister Rzeszy do spraw wyznań
- Robert Ley – szef koordynacji międzyokręgowej Rzeszy
- Werner von Fritsch – naczelny dowódca wojsk lądowych
- Albert Speer – minister uzbrojenia i amunicji
- Heinrich Himmler – minister spraw wewnętrznych Rzeszy

### Parlament
- Reichstag (Lista deputowanych)

### Organizacje polityczne
- Nationalsozialistische Deutsche Arbeiterpartei (NSDAP) – Narodowosocjalistyczna Niemiecka Partia Robotników
- Organizacje młodzieżowe
  - Hitlerjugend (HJ)
  - Bund Deutscher Mädel (BDM)
  - Deutsches Jungvolk
- NS-Frauenschaft (NSF)

## Wojskowość

### Rodzaje armii
- Wehrmacht – Naczelne Dowództwo Wehrmachtu (Werner von Blomberg, Wilhelm Keitel)
  - Heer (Wojska lądowe) – Naczelne Dowództwo Wojsk Lądowych (Werner von Fritsch, Walther von Brauchitsch, bezpośrednio Adolf Hitler)
  - Waffen-SS – wojska lądowe finansowane i szkolone przez SS, walczące w składzie Wehrmachtu w formie dywizji, korpusów i 6. Armii Pancernej SS, podlegające dowództwom grup armii. Waffen-SS walczyły zarówno na froncie, jak i na zapleczu zwalczając ruch partyzancki w krajach okupowanych i dopuszczając się licznych zbrodni wojennych.
  - Kriegsmarine (Marynarka wojenna) – Naczelne Dowództwo Marynarki Wojennej (Erich Raeder, Karl Dönitz)
  - Luftwaffe (Lotnictwo) – Naczelne Dowództwo Lotnictwa (Hermann Göring, Robert von Greim)

### Organizacje paramilitarne
- Sturmabteilung (SA)
- Schutzstaffel (SS)
  - Allgemeine SS
  - Germanische SS(inne języki)
  - Waffen-SS
- Deutscher Volkssturm
- Reichsarbeitsdienst (RAD)
- Nationalsozialistisches Kraftfahrerkorps (NSKK)
- Nationalsozialistisches Fliegerkorps (NSFK)

## Policja i aparat bezpieczeństwa
- Reichssicherheitshauptamt (RSHA)
- Ordnungspolizei (Orpo)
  - Schutzpolizei (Schupo)
  - Gendarmerie
  - Gemeindepolizei
- Sicherheitspolizei (Sipo)
  - Geheime Staatspolizei (Gestapo)
  - Reichskriminalpolizei (Kripo)
  - Sicherheitsdienst (SD)

## Organizacje społeczne
- Nationalsozialistische Volkswohlfahrt(inne języki) (NSV) – Narodowosocjalistyczna Opieka Dla Potrzebujących

### Korporacje branżowe
- NS-Schwesternschaft – Narodowosocjalistyczny Związek Pielęgniarek
- Deutscher Sozialbeamtenbund – Niemiecki Związek Urzędników Społecznych
- Reichsfachschaft Deutscher Hebammen (RDH) – Związek Branżowy Niemieckich Akuszerek Rzeszy

### Organizacje akademickie
- Nationalsozialistischer Deutscher Dozentenbund(inne języki) (NSDDB) – Narodowosocjalistyczny Związek Docentów
- Nationalsozialistischer Deutscher Studentenbund (NSDStB) – Narodowosocjalistyczne Niemieckie Zrzeszenie Studentów

### Organizacje pomocnicze
- Deutsche Reichsbahn – Niemiecka Kolej Rzeszy
- Reichspost(inne języki) – Poczta Rzeszy
- Deutsches Rotes Kreuz (DRK) – Niemiecki Czerwony Krzyż

### Organizacje religijne
- Protestantyzm w Niemczech:
  - Niemiecki Kościół Ewangelicki (po zwycięstwie Niemieckich Chrześcijan w 1937 roku Protestantische Reichskirche – Protestancki Kościół Rzeszy)
    - Deutsche Christen – pronazistowscy Niemieccy Chrześcijanie
    - Kościół Wyznający – antynazistowscy protestanci
    - Kościoły krajowe obojętne wobec nazizmu

  - Protestanci spoza Niemieckiego Kościoła Ewangelickiego (np. anglikanie, baptyści, metodyści i (wypędzony do 1936 roku przez Hitlera) anabaptystyczny Bruderhof)
- Kościół katolicki w Niemczech
- Świadkowie Jehowy w Niemczech, Prześladowania Świadków Jehowy w III Rzeszy

## Polityka wewnętrzna i społeczna

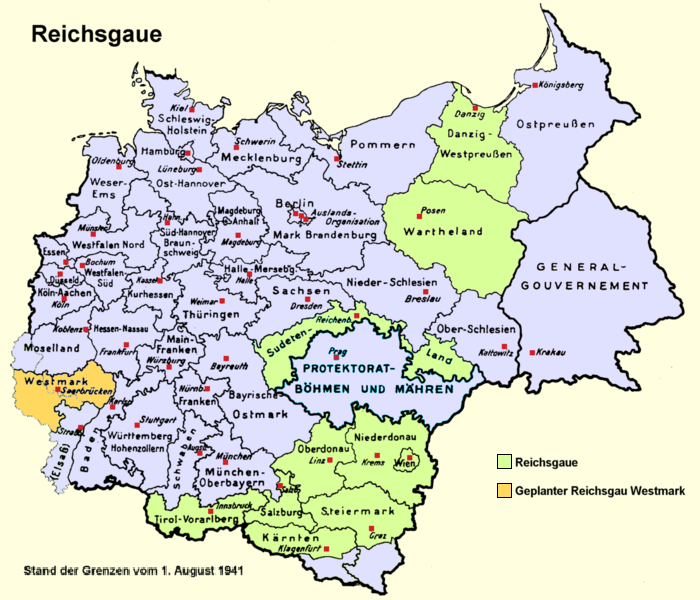
Prowincje III Rzeszy, tzw. Reichsgau, sierpień 1941

### Sprawy społeczne
III Rzesza, której korzenie tkwią w niemieckim demokratycznym wyborze NSDAP, szybko stała się państwem totalitarnym, z dyktaturą narodowosocjalistycznej władzy nazistowskiej. Władzę w państwie sprawował A. Hitler pełniący funkcję zarówno wodza (niem. Führer), jak i kanclerza. Nieograniczoną władzę zapewniała mu ustawa o pełnomocnictwach rządu z 1933 r., wedle której Führer mógł wydawać ustawy sprzeczne z ustawą zasadniczą.
Wprowadzono zakaz prowadzenia działalności partiom i związkom zawodowym niezgadzającym się z ideologią NSDAP, a także likwidowano politycznych przeciwników Hitlera oraz ruch oporu (noc długich noży, działalność Geheime Staatspolizei, Kripo itp.).
Wraz z dojściem NSDAP do władzy rozpoczęto sukcesywne znoszenie podstawowych wolności obywatelskich, rozpoczęto nagonkę na wszelkich faktycznych bądź propagandowych przeciwników reżimu. Po rozpoczęciu II wojny światowej, a w szczególności wojny z Rosją sowiecką uruchomiono olbrzymi program eksterminacji Żydów. W tych celach założono całą sieć obozów koncentracyjnych i zagłady.

### Polityka zdrowotna
Zgodnie z badaniami naukowymi Roberta Proctora opisanymi w książce The Nazi War on Cancer, III Rzesza miała najsilniejszy ruch antynikotynowy na świecie. Pod rządami nazistów rozkwitły badania nad paleniem tytoniu i jego wpływem na zdrowie, które były najbardziej znaczącymi badaniami tego typu w tym okresie.
Jako część kampanii mającej na celu poprawienie zdrowia ludności oczyszczono źródła wody, pozbyto się ołowiu i rtęci z produktów konsumenckich, a kobiety były nakłaniane do regularnego przechodzenia badań wykrywających raka piersi.
Ponadto społeczeństwo niemieckie uzyskiwało wsparcie socjalne na podstawie instytucji i programów jak Narodowosocjalistyczna Opieka Dla Potrzebujących (Nationalsozialistische Volksvohlfahrt, NSV), Dzieło Pomocy Zimowej (Winterhilfswerk), Dzieło Pomocy Matce i Dziecku (Hilfswerk Mutter und Kind).

### Gleichschaltung
Oddziaływanie i wpływ na społeczeństwo odbywało się poprzez Gleichschaltung – pod tym znaczeniem powstałym w terminologii nazistowskiej rozumiano proces ujednolicania całego życia społecznego i politycznego – zarówno publicznego, jak i prywatnego. Sam termin wywodzi się z elektrotechniki i oznacza „połączenie szeregowe”.
Istotną rolę odgrywało również motywowanie ludności poprzez wprowadzenie do życia publicznego odznaczeń orderów, przyznawanych za wzorową postawę obywatelską w myśl ideologii nazistowskiej. Były to np. Order Krwi, Krzyż Matki, Order Niemiecki.

### Propaganda
Istotne znaczenie w rządach III Rzeszy stanowiła propaganda nazistowska, z jej głównym ideologiem Josephem Goebbelsem, który kierował nią od 1930 r. Przykładami oddziaływania na ludność przez propagandę był Eintopfsonntag, Volksempfänger. Bardzo ważną rolę odgrywały przy tym media: gazety Völkischer Beobachter, Der Stürmer, Das Schwarze Korps, „Das Reich” oraz tworzone filmy propagandowe, np. Triumf woli. A także akcje niszczenia książek autorów niezgodnych z ideologią nazistowską. Wśród społeczeństwa była propagowana ponadto denuncjacja.

### Rasizm i eugenika
Za swój nadrzędny cel państwo niemieckie uznało wspieranie nordyckiej rasy panów – Aryjczyków. Byli oni szeregowani jako rasowo „cenni” (niem. wertvoll) bądź „wysokowartościowi” (niem. hochwertig). W tym kierunku tworzono ustawodawstwo wspomagające oraz preferujące przedstawicieli ludzi uznanych za gatunkowo „lepszych”. Indoktrynacja społeczeństwa w każdej sferze służyła temu, aby ideologia rasowej wyższości przenikała do narodu niemieckiego. Tym celom przyświecało tworzenie takich instytucji i programów jak Lebensborn.
Z drugiej strony, już od początku rządów NSDAP nastąpiło wzmożone wydzielanie, separowanie, a także eliminacja osób i grup społecznych uznanych za małowartościowe (niem. minderwertig) – np. ludzi obciążonych chorobą dziedziczną, upośledzonych psychicznie i fizycznie, lecz także społecznie niezaradnych, homoseksualistów, prostytutki, jak również osoby niemile widziane pod względem politycznym. W tym zakresie swoje zadania wypełniała także służba zdrowia, opieka społeczna. Celem oddzielania od reszty społeczeństwa już od 1933 tworzono obozy koncentracyjne, w których osadzano osoby nieprzydatne lub wrogie Rzeszy. Umieszczenie w obozie lub zakładzie następowało na zasadzie aresztu ochronnego (niem. Schutzhaft). Tworzone były także „kolonie dla aspołecznych”, gdzie umieszczano osoby uznane za „sprzecznych wobec wspólnoty”. Oprócz separowania prowadzono także mordowanie osób uznanych za nieprzydatne i zbędne – działalność tę nazywano cynicznie mianem „eutanazji”. Szczególnym programem fizycznej eliminacji ludzi upośledzonych była Akcja T4.

### Prześladowanie Żydów
Partia nazistowska i jej przywódca Adolf Hitler po dojściu do władzy w 1933 rozpoczęli realizację programu rasistowskiego i antysemickiego, przewidującego izolację ludności żydowskiej i stopniowe pozbawienie jej wszelkich praw obywatelskich oraz cywilnych. Główną podstawą prawną dyskryminujących posunięć były ustawy norymberskie z 1935 roku. W okresie przedwojennym Niemcy rozwinęli także uzasadniającą te kroki wielką akcję propagandową, oskarżając Żydów o pasożytnictwo, wyzysk, demoralizowanie i niszczenie narodów, wśród których zamieszkują. Propaganda nagłaśniała także rzekomą organizację międzynarodowego spisku, obejmującego żydowskich bankierów i przemysłowców, a także polityków pochodzenia żydowskiego i znajdujących się pod wpływem Żydów.
Jednocześnie propaganda nazistowska stworzyła pojęcie „zhańbienia rasy” (niem. Rassenschande), aby uzasadnić konieczność wprowadzenia restrykcyjnego prawa zakazującego małżeństw kobiet niemieckich z Żydami. Jedna z ustaw norymberskich, „ustawa o ochronie niemieckiej krwi i czci” (niem. Gesetz zum Schutze des deutschen Blutes und der deutschen Ehre) z 15 września 1935 wprowadzała sankcje karne za łamanie jej postanowień, zwykle w postaci więzienia lub zesłania do obozu koncentracyjnego. Punktem kulminacyjnym prześladowania ludności żydowskiej była noc kryształowa (niem. Kristallnacht) – pogrom Żydów, który miał miejsce w nocy z 9 na 10 listopada 1938. Określenie „Kristallnacht” było ówczesnym szyderczym określeniem tego zdarzenia, używanym przez nazistów. Współczesna niemiecka historiografia używa określenia „Pogromnacht” (noc pogromu).
Dalszym etapem prześladowania i mordowania ludności żydowskiej był holocaust realizowany podczas II wojny światowej, spotęgowany w formie tzw. „ostatecznego rozwiązania kwestii żydowskiej” – Endlösung der Judenfrage.

## Polityka zagraniczna

### Lebensraum
Polityka zagraniczna zakładała pierwotnie rozszerzenie terytorium Rzeszy na całą Europę („Rzesza od Atlantyku aż po Ural”), zaś później także podbój Rosji i Afryki Północnej. Miała być ona zrealizowana z myślą o zdobyciu tzw. Lebensraum, czyli „przestrzeni życiowej” dla narodu niemieckiego.
Pierwszym zyskiem terytorialnym był obszar Saary, który powrócił do Niemiec w wyniku referendum i był legitymizowany decyzją ludności. Uznaje się, że politykę agresywnej ekspansji zapoczątkował Anschluss w 1938. Przyłączenie Austrii i dalsze terytoria zaanektowane przez III Rzeszę zostały przejęte w wyniku politycznego wymuszenia, gróźb militarnych oraz wojennej okupacji.
Polityka podbojów wymagała rozpoczęcia zbrojenia się. Państwo niemieckie właściwie od 1935 stało się państwem totalnym, przygotowywanym tylko pod kątem wojny (niemal cały przemysł kontrolowany przez państwo i ukierunkowany na zbrojenie). Ustawy z 1935 o odbudowie sił zbrojnych, powołaniu Wehrmachtu były sprzeczne z traktatem wersalskim, podobnie jak późniejsza remilitaryzacja Nadrenii.

### Przyłączenie Saary
W 1920 roku Saara została odłączona od Rzeszy Niemieckiej i przekazana pod zarząd Ligi Narodów jako Terytorium Saary. W przeprowadzonym w 1935 roku referendum większość mieszkańców Saary opowiedziała się za powrotem do Niemiec.

### Anschluss Austrii
Anschluss został zrealizowany wraz z wkroczeniem Wehrmachtu do Austrii 12 marca 1938.

### Podporządkowanie Czechosłowacji
Pierwotnie żądaniem Hitlera było przejęcie Kraju Sudetów, zamieszkiwanego przez Niemców Sudeckich, a będącego częścią państwa Czechosłowacja. Sudeckoniemiecka Partia (SDP) miała stawiać żądania nie do przyjęcia dla Czechosłowacji i nieustannie podtrzymywać atmosferę konfliktu i napięcia. W rzeczywistości celem nie było tylko „wyzwolenie” Niemców sudeckich, lecz całkowite rozbicie Czechosłowacji. W tym zakresie opracowano tzw. Fall Grün (Plan Zielony). W toku mediacji Wielkiej Brytanii i Francji oraz dalszej presji i gróźb Hitlera, podpisano Układ monachijski, będący faktycznie oddaniem Czechosłowacji pod rządy nazistów. Po pół roku Niemcy pogwałciły ten układ, zajmując pozostałą część Czech (niem. Rest-Tschechei), na terenie których utworzony został Protektorat Czech i Moraw.

### Wsparcie antyrepublikańskiego przewrotu w Hiszpanii
Legion Condor – niemiecki korpus wspierał siły gen. Francisco Franco podczas hiszpańskiej wojny domowej (1936–1938). Udział sił niemieckich stanowił próbę generalną przed II wojną światową. W skład legionu Condor wchodziły wojska lotnicze (dowódca Hugo Sperrle) oraz pancerno-zmechanizowane (dowódca Viktor von Thoma).

### Aneksja Kłajpedy
W 1939 r. przyłączono okręg Kłajpedy, należący do Litwy.

### Pakty międzynarodowe
Rzesza zawarła porozumienie z faszystowskimi Włochami i Japonią tworząc tzw. oś Berlin-Rzym-Tokio.
- Pakt antykominternowski – układ podpisany 25 listopada 1936 roku w Berlinie, przez przedstawicieli rządów Niemiec i Japonii, w celu koordynowania działań przeciwko Kominternowi – III Międzynarodówce Komunistycznej

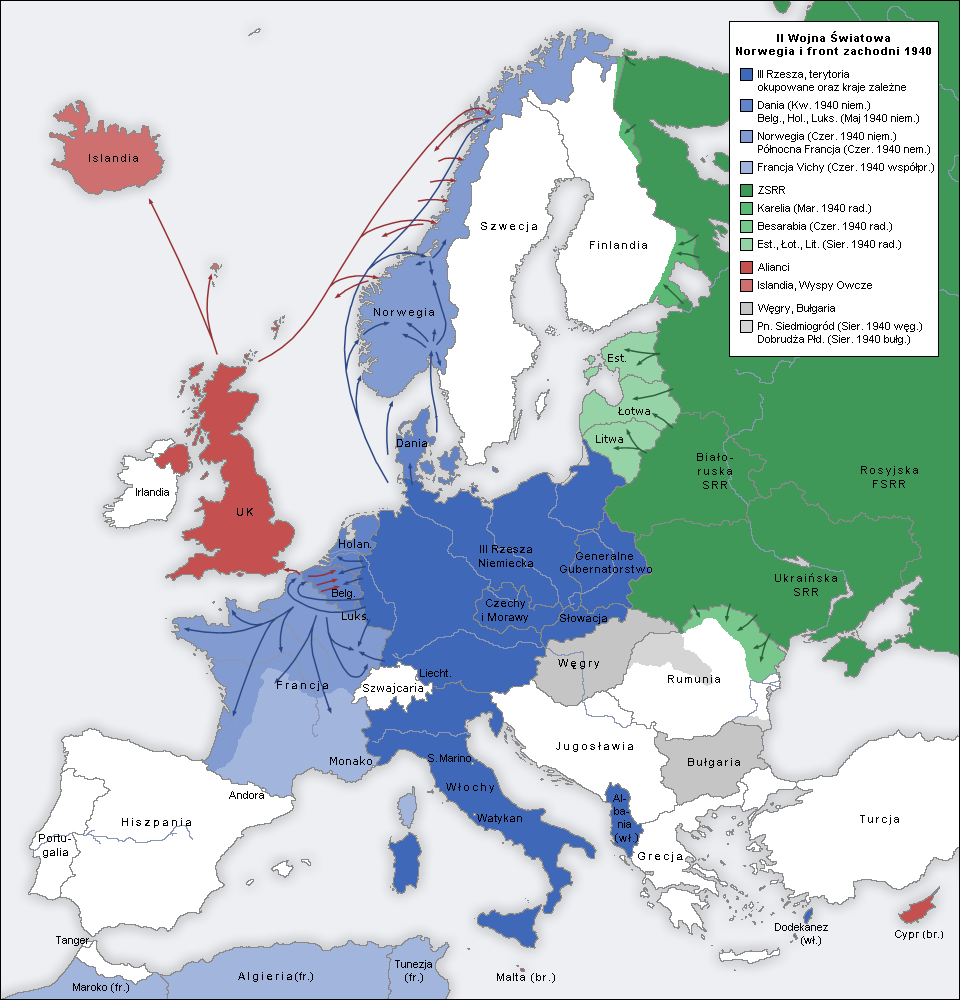
Europa w 1940 roku

- państwa Osi
- pakt stalowy, pakt berliński

### Sojusz z ZSRR
Bezpośrednio przed wybuchem II wojny światowej, 23 sierpnia 1939 III Rzesza podpisała ze Związkiem Socjalistycznych Republik Radzieckich pakt Ribbentrop-Mołotow – pakt o nieagresji, faktycznie zaś – zgodnie z tajnym protokołem dodatkowym stanowiącym załącznik do oficjalnego dokumentu umowy i faktyczną treść paktu – stanowiący rozbiór terytoriów lub rozporządzenie niepodległością suwerennych państw: Polski, Litwy, Łotwy, Estonii, Finlandii i Rumunii przez ZSRR i III Rzeszę.

### II wojna światowa
1 września 1939 III Rzesza rozpoczęła II wojnę światową atakiem na Polskę.
Na terenach okupowanych żołnierze III Rzeszy (szczególnie SS, SD, Gestapo – uznanych później za organizacje przestępcze) na rozkaz najwyższych dowódców dokonywali zbrodni ludobójstwa, głównie na ludności żydowskiej, ale także Cyganach, Słowianach, członkach ruchu oporu i innych.
Po samobójczej śmierci Hitlera, funkcję kanclerza przejął Joseph Goebbels a Karl Dönitz – prezydenta Rzeszy. Po samobójczej śmierci Goebbelsa prezydent III Rzeszy Karl Dönitz desygnował na jego miejsce Schwerina von Krosigka, jednak ten odmówił przyjęcia stanowiska. 7 maja 1945 Rzesza skapitulowała (dzień później na życzenie Stalina powtórzono gest podpisania aktu kapitulacji, zaznaczając, że dotyczy całych Niemiec). Dönitz wydał swoim przedstawicielom pełnomocnictwa do podpisania bezwarunkowej kapitulacji Wehrmachtu przed aliantami w Reims, a 8 maja ponownie w Berlinie. Po kapitulacji Brytyjczycy utworzyli wokół Flensburga strefę nieokupowaną, nosząc się z zamiarem powierzenia Dönitzowi i jego rządowi tymczasowej administracji Niemiec. Jednak 23 maja pod naciskiem Rosjan i Amerykanów zdecydowali się, acz niechętnie, na aresztowanie prezydenta i rządu. Dönitz wydał przy tej okazji pisemne oświadczenie, że nie rezygnuje ze swojego stanowiska jako głowy państwa i że powołany przez niego rząd pozostaje prawnie u władzy. Za formalny koniec jego (z punktu widzenia niemieckiego prawa i tak niebyłej) prezydentury można uznać przejęcie 5 czerwca 1945 władzy najwyższej nad Niemcami przez głównodowodzących wojsk alianckich – Sojuszniczą Radę Kontroli Niemiec.

## Gospodarka

### Sytuacja przed dojściem do władzy
Postanowienia Traktatu wersalskiego spowodowały ograniczenie możliwości gospodarczych Niemiec. Niedobór artykułów rolnych i surowców był pokrywany nadwyżką eksportu. Jednak kryzys światowy w roku 1929 spowodował odpływ pożyczek i kredytów zagranicznych oraz załamanie handlu międzynarodowego.
Zmniejszone możliwości eksportu prowadziły do zwiększenia bezrobocia. W 1932 liczba zarejestrowanych bezrobotnych osiągnęła szczytową wartość przeszło 6 milionów. Zwolennicy gospodarki rynkowej nie znaleźli poparcia. Natomiast koncepcja samowystarczalności gospodarczej cieszyła się poparciem wpływowych ośrodków opiniotwórczych, zwłaszcza rozumiana jako autarkia na obszarze wykraczającym poza granice Niemiec. Wzorowano się na imperiach kolonialnych Wielkiej Brytanii i Francji. W ramach tej koncepcji rozpatrywano obszar obejmujący poza Niemcami kraje bałtyckie, Austrię, Europę wschodnią i Bałkany. W tej to Europie środkowo-wschodniej (Zwischeneuropa, czyli państwa powstałe po I Wojnie między Rosją a Niemcami) przepływ produktów rolnych, surowców i wyrobów przemysłowych byłby wolny od cła, a produkcja sterowana przez państwo. Niemcom przypadłaby pozycja dominująca.
Taka koncepcja samowystarczalności gospodarczej została podchwycona przez NSDAP, która to partia przed kryzysem światowym nie miała żadnego atrakcyjnego pomysłu w zakresie gospodarki. Jednocześnie do tej koncepcji wpasowano pomysł Hitlera o „przestrzeni życiowej”. Autarkia stała się hasłem gospodarczym NSDAP, która w wyborach 1930 roku uzyskała drugie miejsce. Wzrost znaczenia partii hitlerowskiej następował jednocześnie z dalszym pogarszaniem się położenia gospodarczego Niemiec.

### Zbrojenia od 1933 roku
Wkrótce po objęciu stanowiska kanclerza okazało się, że Hitler zamierza przezwyciężyć kryzys gospodarczy nie tylko przez rządowe programy tworzenia nowych miejsc pracy, a również przez wprowadzenie gospodarki zbrojeniowej (Wehrwirtschaft). Było to kształtowanie gospodarki narodowej w czasie pokoju do celów wojennych stosownie do założeń wojskowych.
Realizacja ideologicznych zamierzeń NSDAP w zakresie nowych zdobyczy terytorialnych była uwarunkowana rozbudową sił zbrojnych. Wprowadzenie w życie ideologii przestrzeni życiowej oraz programu samowystarczalności gospodarczej doprowadziło do powstania systemu centralnego planowania, a mianowicie przede wszystkim:
- ustalenie zapotrzebowania surowców dla przemysłu zbrojeniowego oraz przemysłu cywilnego,
- zabezpieczenie zaopatrzenia materiałów pędnych,
- dopasowanie sieci transportowej do przyszłych zadań wojskowych,
- uregulowanie finansowania zbrojeń bezpośrednich i pośrednich.

Znacząca była intensyfikacja programu budowy dróg i mostów z roku 1929 oraz rozwój przemysłu motoryzacyjnego. Organizatorem i menedżerem budowy autostrad został Fritz Todt. Do pełnego zatrudnienia w Niemczech przyczynił się, zarówno program budowy autostrad (w odniesieniu do grupy robotników niewykwalifikowanych), jak i wzrost zatrudnienia w branżach zbrojeniowych, przede wszystkim w przemyśle stoczniowym i lotniczym. Również znaczący był wzrost liczebności sił zbrojnych ze 100 tysięcy do około 1 miliona w roku 1939. Od 1935 młodociani byli wcielani do Służby Pracy Reichsarbeitsdienst (RAD).
Ostatecznie do roku 1939 osiągnięto w wybranych zagadnieniach następujące wskaźniki:
- bezrobocie[14] w roku 1938 spadło poniżej 1 miliona zarejestrowanych,
- budowa autostrad[15] – zatrudnienie wzrosło 25 razy,
- produkcja pojazdów mechanicznych[16] – wzrost zatrudnienia prawie 6-krotny,
- przemysł lotniczy[17] – wzrost zatrudnienia 41 razy,
- flota morska[18] nakłady wzrosły 12 razy.

Zwalczanie bezrobocia przebiegało jednocześnie z likwidacją niezależnych związków zawodowych. Dnia 2 maja 1933 zajęto budynki związkowe, majątek został skonfiskowany, a przywódcy związkowi uwięzieni. Formalne pośrednictwo między pracownikami a przedsiębiorcami przejął Niemiecki Front Pracy (der Deutsche Arbeitsfront, DAF) kierowany przez Roberta Ley. Również wczasy zostały upaństwowione za pośrednictwem instytucji pod nazwą Siła przez radość (Kraft durch Freude (KdF)).
Największą fabryką zbrojeniową (pod względem areału) w hitlerowskich Niemczech była DAG Fabrik Bromberg, gdzie obecnie znajduje się skansen architektury przemysłowej III Rzeszy.

### Finanse
Hjalmar Schacht jako prezes banku centralnego (Reichbank) umożliwił wprowadzenie do obiegu tak zwanych weksli Mefo-Wechsel celem finansowania programów tworzenia nowych miejsc pracy oraz programu zbrojeniowego. Te weksle wystawiane przez firmę-atrapę Metallurgische Forschungsgesellschaft m.b.H. i gwarantowane przez państwo pokryły w latach 1934–1938 30% wydatków na zbrojenia.
Już następnego dnia po przyłączeniu Austrii do III Rzeszy (Anschluss 12 marca 1938) dokonano transferu 78,3 ton czystego złota oraz dewiz i walut z austriackiego banku narodowego Österreichische Nationalbank do niemieckiego Banku Rzeszy (Reichsbank) w Berlinie. Ilość złota z Austrii przewyższała 3-krotnie niemieckie rezerwy tego kruszcu.
Płatności zbrojeniowe były realizowane w różnych systemach kredytowania. Akceptowano wysokie zadłużenie, zwłaszcza w kredytach krótkoterminowych. Liczono na zdobycze terytorialne wymuszone przez lokalne działania militarne. Pomimo zaniechania pokrycia pieniądza rezerwą złota i nadmiernego zadłużenia nie wystąpiła oczekiwana przez teoretyków inflacja. Wskaźnik cen detalicznych wykazywał oficjalnie wzrost około 1% rocznie, co wynikało z kontroli rynku przez państwo, ceny i marże były regulowane. Politycznie wymuszona stabilność pieniądza nie miała uzasadnienia gospodarczego, toteż reichsmarka nie cieszyła się zaufaniem na międzynarodowym rynku walutowym. Z powodu braku dużych międzynarodowych inwestycji w gospodarce niemieckiej wystąpił chroniczny brak dewiz.

### Prywatyzacja
W okresie 1934-37 przeprowadzili szereg prywatyzacji, sprywatyzowali m.in. firmy kolejowe, stoczniowe, hutnicze, górnicze, banki czy municypalne zakłady użyteczności publicznej. Chociaż naziści prywatyzowali własność publiczną i usługi jednocześnie zwiększali kontrolę państwa nad gospodarką.

### Złoto III Rzeszy
W czasie II wojny światowej złoto odgrywało ważną rolę przy realizacji transakcji finansowych. Ten metal występuje w różnej postaci: jako sztabki, złote monety oraz jako biżuteria. Może być przetopiony i przetworzony tak, że ulegają zatarciu wszelkie ślady jego pochodzenia. Dlatego złoto było ulubionym środkiem płatniczym na całym świecie, a po wymianie na dewizy operacje finansowe były ułatwione. Szwajcaria była centrum związanych z tym operacji. Centralny bank III Rzeszy (Reichsbank) sprzedawał znaczne ilości złota szwajcarskiemu bankowi narodowemu Schweizerische Nationalbank (SNB) aż do końca wojny, pisał o tym Gian Trepp. Wprawdzie SNB kupował jednocześnie złoto od aliantów, ale to zupełnie inna sprawa, ponieważ pochodzenie tego złota nie nasuwa wątpliwości.

## Kultura i sztuka
Objęcie władzy przez NSDAP sprowadziło kulturę i sztukę do roli narzędzi propagandy. Sztuka nowatorska uznana została za „zwyrodniałą” i dość szybko wyeliminowana z życia publicznego. Różnorodność gustów przedstawiano jako konsekwencję sprzeczności ideologicznych, a przede wszystkim obcości rasowej – sztuka nowoczesna, czyli „zwyrodniała” kojarzona była przede wszystkim z „żydowskim gustem”.

## Opozycja antyhitlerowska w III Rzeszy
Pomimo akceptacji i wspierania reżimu przez społeczeństwo niemieckie, w państwie działała w pewnej skali opozycja antyhitlerowska, nie zgadzająca się w różnym stopniu na politykę nazistów oraz podejmująca próby sprzeciwu, jak również czynnego oporu i zamachów. Niemiecki ruch oporu w III Rzeszy określany jest mianem Widerstand. Jedną ze znanych organizacji antyhitlerowskich była Biała Róża, której działalność została zdławiona. Ponadto powołano do życia przykładowo ruch Komitet Narodowy Wolne Niemcy. Oprócz tego podejmowano zamachy na Hitlera, z których najsłynniejszym jest zamach z 20 lipca 1944. Ruch skierowany przeciw reżimowi, czynny opór oraz spiski miały wprawdzie działanie uświadamiające i motywujące społeczeństwo niemieckiego, jednak okazały się nieskuteczne odnośnie do powstrzymania zbrodniczej działalności III Rzeszy.

## Kraje sąsiadujące
- Austria – 1933–1938; w 1938 przyłączona do Niemiec
- Belgia – 1933–45
- Chorwacja – 1941–1945
- Czechosłowacja – 1933 – 15 marca 1939
- Dania – 1933–1945
- Francja – 1933–1940
- Francja Vichy (przez strefę okupacyjną we Francji) – 1940–1944
- Niderlandy – 1933–1945
- Jugosławia – 1938–1941
- Liechtenstein – 1938–1945

- Litwa – 1933–1940
- Luksemburg – 1933–1940; w 1940 przyłączony do Niemiec
- Polska – 1933 do 28 września 1939 lub 8 października 1939  i od 22 lipca 1944 do 1945
- Wolne Miasto Gdańsk – 1933–1939
- Rumunia – 1941–1944
- Słowacja – 15 marca 1939 – 1945
- Szwajcaria – 1933–1945
- Węgry – 1938–1945
- Włochy – 1938–1945
- ZSRR – 28 września 1939 do 22 lipca 1944

## Skutki i procesy
Po bezwarunkowej kapitulacji III Rzeszy 8 maja 1945 i przejęciu kontroli nad państwem przez państwa alianckie, przeprowadzono procesy sądowe, podczas których sądzono zbrodniarzy wojennych oraz osoby popełniające przestępstwa w ramach władzy nazistowskiej. Najważniejszym z postępowań był proces prowadzony przez Międzynarodowy Trybunał Wojskowy w Norymberdze. Dalsze 12 procesów norymberskich prowadzono w następnych latach powojennych.
Ponadto realizowana była denazyfikacja – proces podjęty w celu wykorzenienia zasad, ustaw oraz organizacji nazistowskich z życia polityczno-społecznego Niemiec, a także Austrii.